# Carcelia interfrontalia
Carcelia interfrontalia är en tvåvingeart som beskrevs av Chao och Liang 1986. Carcelia interfrontalia ingår i släktet Carcelia och familjen parasitflugor. Inga underarter finns listade i Catalogue of Life.